# Nanyangzhuang
Nanyangzhuang (kinesiska: 南杨庄, 南杨庄乡) är en socken i Kina. Den ligger i provinsen Hebei, i den norra delen av landet, omkring 140 kilometer väster om huvudstaden Peking. Antalet invånare är 12 747. Befolkningen består av 6 030 kvinnor och 6 717 män. Barn under 15 år utgör 21,0 %, vuxna 15-64 år 67 %, och äldre över 65 år 11,0 %.
Genomsnittlig årsnederbörd är 643 millimeter. Den regnigaste månaden är juli, med i genomsnitt 155 mm nederbörd, och den torraste är januari, med 2 mm nederbörd.